# Horodyszcze (rejon winnicki)
Horodyszcze (ukr. Городище) – wieś na Ukrainie, w obwodzie winnickim, w rejonie winnickim, w hromadzie Lityn. W 2001 liczyła 1273 mieszkańców.